# ポルトノボ
ポルトノボ（Porto-Novo）は、ベナン共和国の憲法上の首都。ポルトノヴォとも。ベナン第2の都市である。同国の事実上の首都機能は最大都市コトヌーが果たしている｡

## 地理・気候
ウエメ川河口のノクエ湖の東側、ノクエ湖に注ぐイェワ川の北岸にあり、周辺にはベテの生える森林、沼地林、草原、ヨシ原、水生植物、マングローブなどが分布している。一帯にはアフリカマナティーなどの水生哺乳類、オサガメなどの4種のカメや80種類以上の魚類、18種の爬虫類、215種の鳥類が生息している。2000年にラムサール条約登録地となった。
| ポルトノボの気候     | ポルトノボの気候 | ポルトノボの気候 | ポルトノボの気候 | ポルトノボの気候 | ポルトノボの気候 | ポルトノボの気候 | ポルトノボの気候 | ポルトノボの気候 | ポルトノボの気候 | ポルトノボの気候 | ポルトノボの気候 | ポルトノボの気候 | ポルトノボの気候 |
| 月                   | 1月              | 2月              | 3月              | 4月              | 5月              | 6月              | 7月              | 8月              | 9月              | 10月             | 11月             | 12月             | 年               |
| -------------------- | ---------------- | ---------------- | ---------------- | ---------------- | ---------------- | ---------------- | ---------------- | ---------------- | ---------------- | ---------------- | ---------------- | ---------------- | ---------------- |
| 日平均気温 °C （°F） | 27 (81)          | 28 (82)          | 28 (82)          | 28 (82)          | 27 (81)          | 26 (79)          | 25 (77)          | 25 (77)          | 25 (77)          | 26 (79)          | 27 (81)          | 27 (81)          | 26 (79)          |
| 降水量 mm （inch）   | 23 (0.91)        | 34 (1.34)        | 86 (3.39)        | 127 (5)          | 215 (8.46)       | 370 (14.57)      | 129 (5.08)       | 44 (1.73)        | 89 (3.5)         | 140 (5.51)       | 52 (2.05)        | 16 (0.63)        | 1,326 (52.2)     |
| 出典：Weatherbase    |                  |                  |                  |                  |                  |                  |                  |                  |                  |                  |                  |                  |                  |

## 歴史

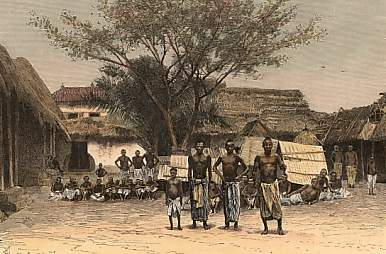
1887年ごろのポルトノヴォ

ポルトガル人の建設したポルト＝ノーヴォ（ポルトガル語で「新しい港」）が起源である。その後、フォン人の興したポルトノボ王国（Hogbonu）の首都となり、内陸部のダホメ王国と対立しながら奴隷貿易で繁栄したが、19世紀にフランスの支配下に入った。1960年にダホメ共和国が独立するとその首都となった。

## 国勢調査による人口推移
- 1979年：133,168人
- 1992年：179,138人
- 2002年：223,552人
- 2013年：263,616人